# Sint-Willibrorduskapel (Olen)

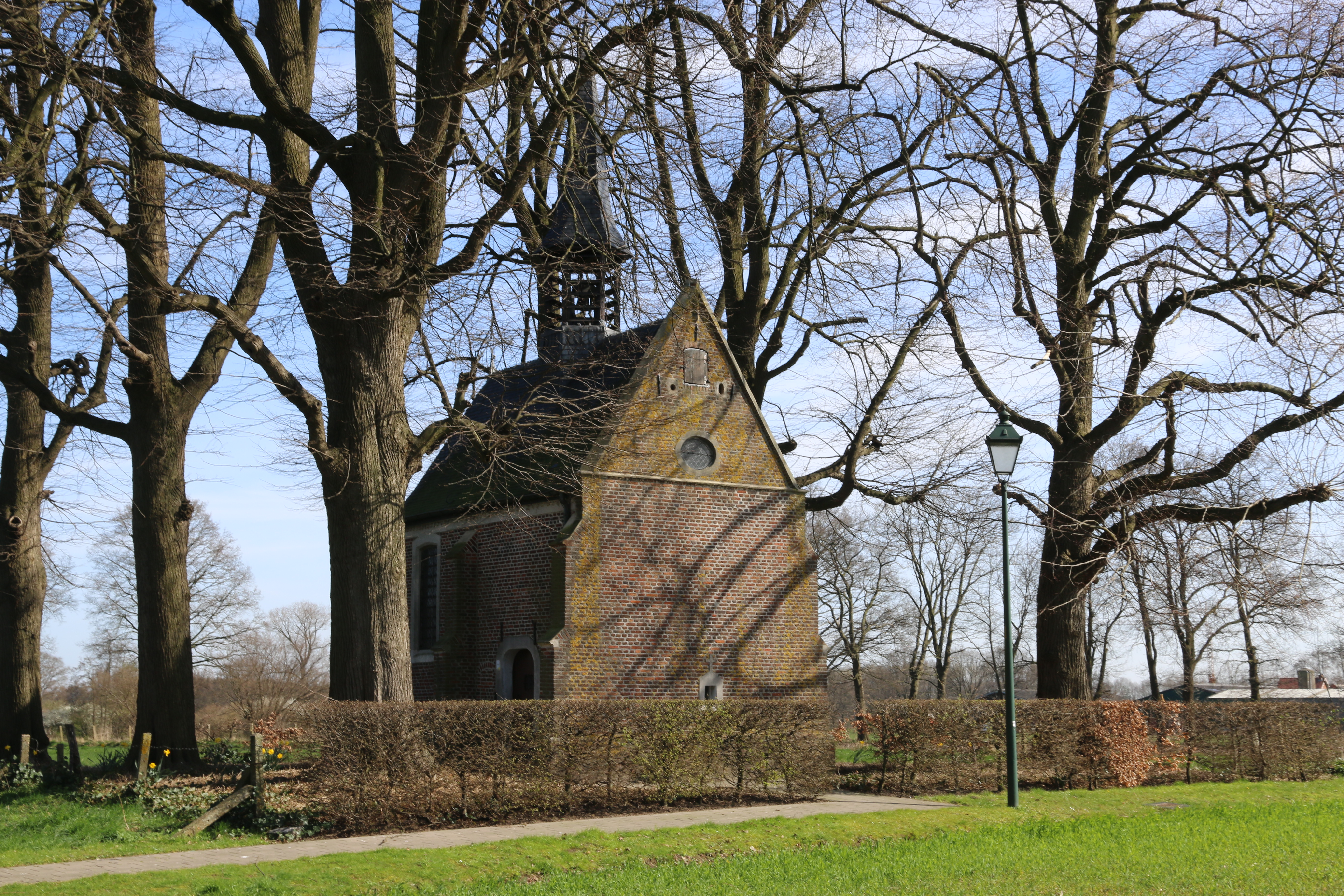
Sint-Willibrorduskapel

De Sint-Willibrorduskapel (ook: Merenkapel) is een kapel nabij de tot de Antwerpse gemeente Olen behorende plaats Onze-Lieve-Vrouw-Olen, gelegen aan Meren.

## Geschiedenis
In 1414 was er voor het eerst sprake van een kapel op deze plaats, maar wellicht was er al veel eerder een kapelletje. De huidige kapel is waarschijnlijk in oorsprong 16e-eeuws, maar hij werd door oorlogshandelingen beschadigd en in 1703 hersteld. Sinds 1753 werd hij door lindebomen omgeven. In 1761-1763 vond herstel plaats en in 1990-1993 werd de kapel gerestaureerd.

## Gebouw
De georiënteerde bakstenen kapel heeft een rechthoekige plattegrond en een driezijdig afgesloten koor. Op het dak bevindt zich een zeskantige dakruiter.
De ingang, met korfboog, bevindt zich in de noordgevel.
Het interieur wordt overkluisd door een tongewelf. Het barokke altaar is van 1761.